# Halina Galera
Halina Galera – polska biolog, dr hab. nauk biologicznych, adiunkt Ogrodu Botanicznego - Centrum Zachowania Różnorodności Biologicznej PAN i Instytutu Biologii Środowiskowej Wydziału Biologii Uniwersytetu Warszawskiego.

## Życiorys
W 2002 r. na Wydziale Biologii Uniwersytetu Warmińsko-Mazurskiego obroniła rozprawę doktorską pt. Ogrody botaniczne - refugia rodzimej flory czy centra rozprzestrzeniania roślin obcego pochodzenia?, przygotowaną pod kierunkiem prof. Barbary Sudnik-Wójcikowska. W 2019 r. habilitowała się na Wydziale Biologii Uniwersytetu Warszawskiego na podstawie pracy zatytułowanej Czynniki wpływające na zagrożenie inwazjami roślinnymi w Antarktyce. 
Jest członkiem zarządu Polskiego Towarzystwa Botanicznego, gdzie wcześniej pełniła też funkcję sekretarza generalnego.